# Groove Denied
Groove Denied è un album in studio del musicista statunitense Stephen Malkmus, pubblicato nel 2019.

## Tracce
Testi e musiche di Stephen Malkmus.
1. Belziger Faceplant – 4:24
2. A Bit Wilder – 3:15
3. Viktor Borgia – 3:33
4. Come Get Me – 2:29
5. Forget Your Place – 3:33
6. Rushing the Acid Frat – 2:27
7. Love the Door – 3:09
8. Boss Viscerate – 2:40
9. Ocean of Revenge – 3:30
10. Grown Nothing – 4:20